# José Luis Chunga
José Luis Chunga Vega (ur. 11 lipca 1991 w Barranquilli) – kolumbijski piłkarz występujący na pozycji bramkarza, reprezentant Kolumbii, od 2021 roku zawodnik Alianzy Petrolera.